# 宝駿
宝駿（Baojun）は、上汽通用五菱汽車が展開しているブランドである。2010年7月に設立された。

## 概要
2010年7月、新たに低価格の乗用車を扱うブランド「宝駿」を立ち上げ、乗用車事業に本格参入することを発表した。宝駿は中国語で「秘宝の馬」の意味。同年11月22日、ブランド最初の車種となる宝駿630が発表され、2011年8月9日から発売開始した。

## 現行車種一覧

### 宝駿モデル
- 宝駿・E100（英語版）
- 宝駿・E200（英語版）
- 宝駿・310/310W（英語版）
- 宝駿・360（英語版）
- 宝駿・510
- 宝駿・530
- 宝駿・730（英語版）

### 新宝駿モデル
- 宝駿・E300（英語版）

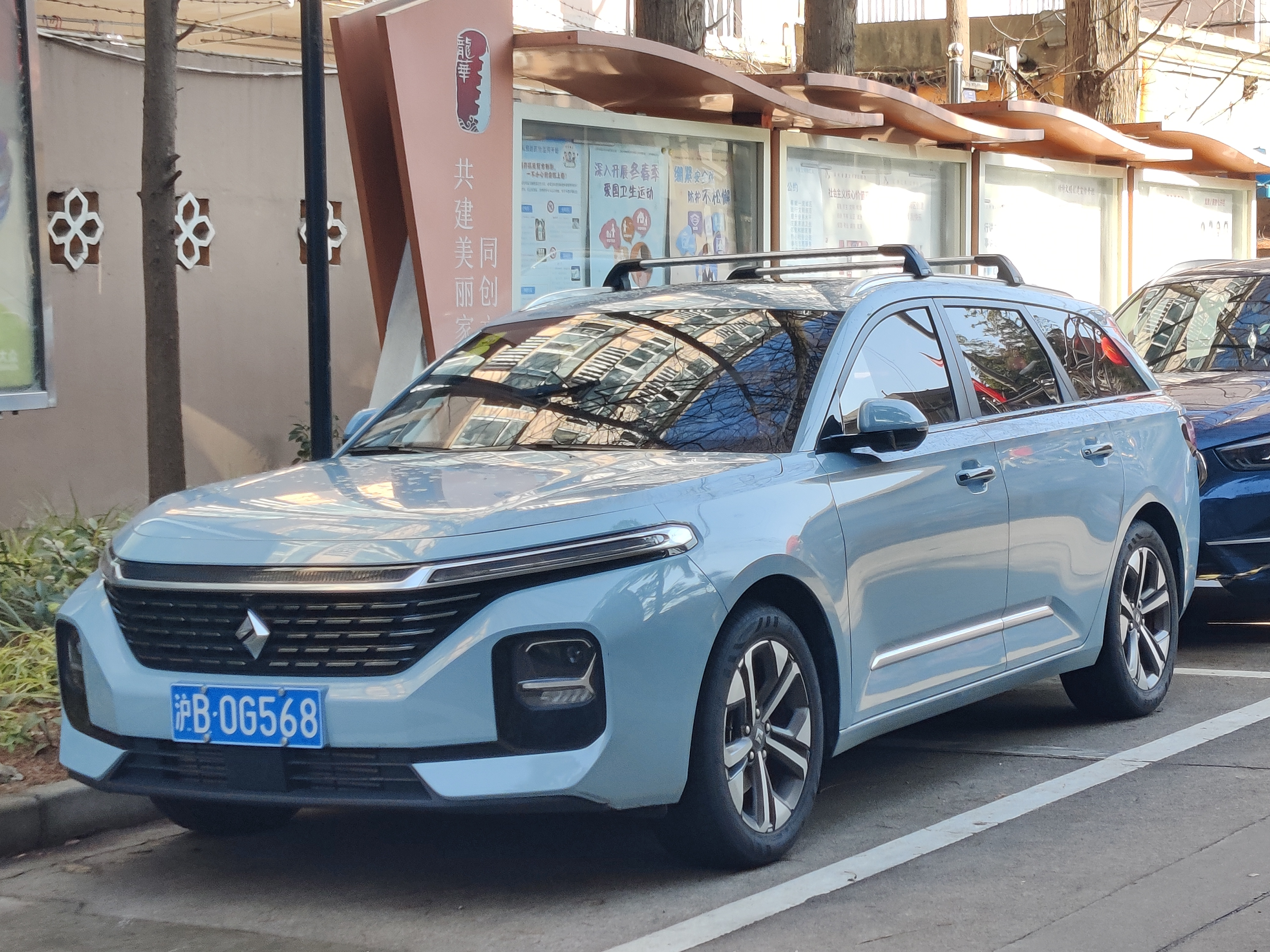
宝駿・Valli（RC-5）

- 宝駿・RC-5/Valli（英語版）
- 宝駿・RC-6（英語版）
- 宝駿・RM-5（英語版）
- 宝駿・RS-3（英語版）
- 宝駿・RS-5（英語版）

## 旧来車種一覧

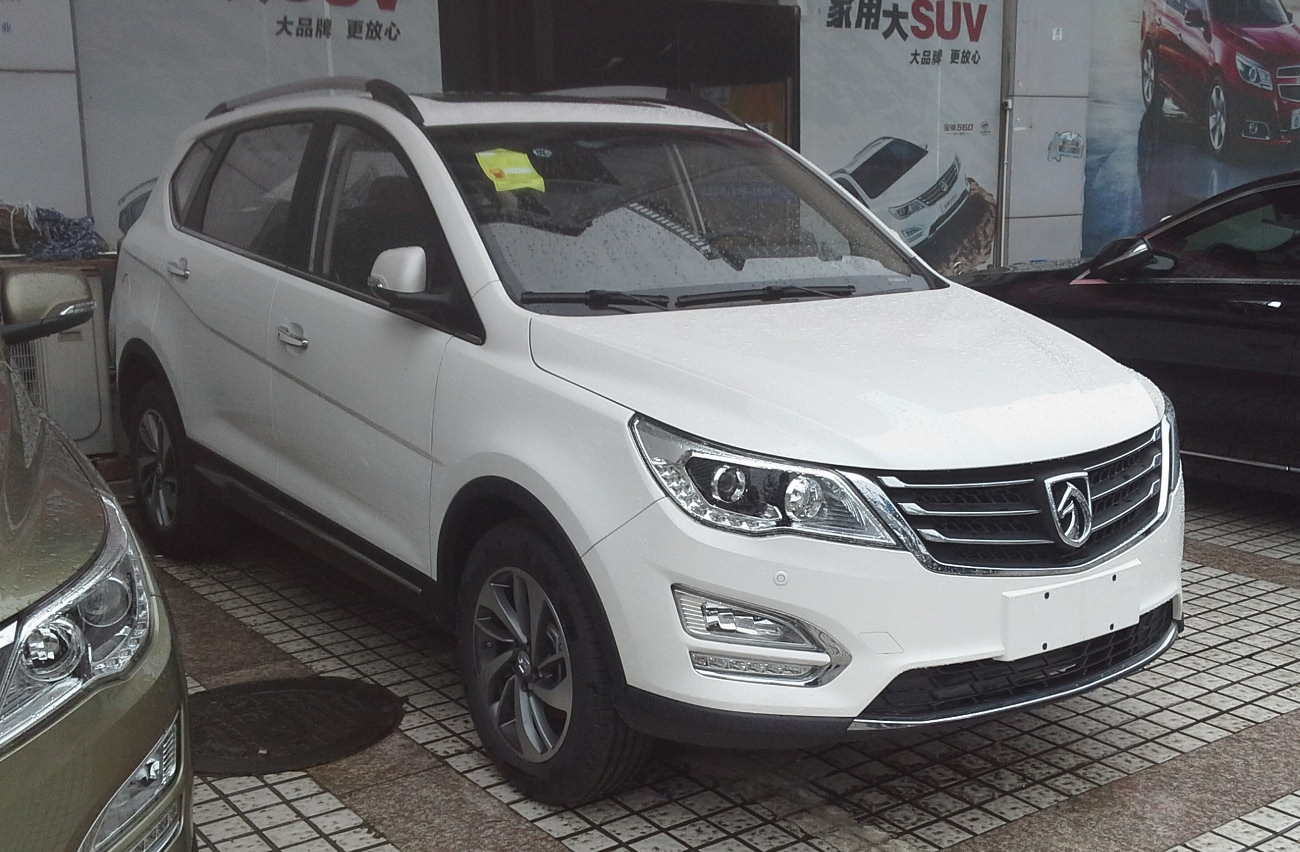
宝駿・560

- 宝駿・楽馳 (Lechi)
- 宝駿・560（英語版）
- 宝駿・610/630（英語版）